# بیبی دارلینگ تاپورو
بیبی دارلینگ تاپورو (به انگلیسی: Baby Darling Taporo) چهارمین آلبوم استودیویی از گروهٔ دونفرهٔ موسیقی نئوفولک روبی ثروت می‌باشد.